# Microcalcarifera stipataria
Microcalcarifera stipataria là một loài bướm đêm trong họ Geometridae.